# Herr Wichmann aus der dritten Reihe
Herr Wichmann aus der dritten Reihe ist ein Dokumentarfilm des Regisseurs Andreas Dresen. Der 2012 veröffentlichte Film dokumentiert den Alltag des CDU-Abgeordneten Henryk Wichmann als Mitglied des Landtags Brandenburg.

## Entstehung
Nachdem Wichmann 2009 Landtagsmitglied wurde, hatte Dresen die Idee zu einer Fortsetzung seines Films Herr Wichmann von der CDU, der den Politiker vor der Bundestagswahl 2002 zeigte.
Dresen begleitete Wichmann ein Parlamentsjahr lang an insgesamt 30 Drehtagen bei seiner Tätigkeit als Abgeordneter. Aus den dabei entstandenen rund 100 Stunden Drehmaterial wurde eine 1½-stündige Auswahl von Ereignissen unkommentiert zusammengeschnitten. Für Wichmanns regionalpolitische Arbeit bekundete Dresen in einem Interview große Anerkennung:

„Ich bin kein CDU-Wähler, aber wenn einer wie Wichmann Kandidat wäre, hätte er bei mir durchaus Chancen.“

Die Weltpremiere des von Peter Rommel (Rommel Film) und dem Rundfunk Berlin Brandenburg (rbb) co-produzierten Films fand am 12. Februar 2012 im Berliner Kino International in der Sektion Panorama der 62. Berlinale statt. Der deutsche Kinostart war am 6. September 2012.

## Inhalt
Nachdem Henryk Wichmann bei der Landtagswahl am 27. September 2009 das angestrebte Direktmandat nicht errang, wurde er als Nachrückkandidat am 1. November 2009 Mitglied des Brandenburger Landtags. Wichmanns Arbeit im Parlament und an der Basis wird in einem tragikomischen Dokumentarfilm über die Realität von Politik und Demokratie ein Jahr lang dokumentiert. Der Film beginnt mit den von der CDU-Fraktion überbrachten Geburtstagsglückwünschen für Henryk Wichmann und endet ein Jahr später ebenfalls mit der Gratulation zu seinem Geburtstag.
Im Film werden unter anderem politische Bildung in Schulen, unklare Zuständigkeit im Zugverkehr und Abwägungen im Umweltschutz dargestellt. Daneben wird Wichmanns Verhältnis zu den anderen Landtagsparteien und der Landesregierung von Matthias Platzeck gezeigt.

## Kritiken
„Dramaturgisch humorvoll aufgearbeitet, untersucht der Film das Funktionieren deutscher Politik an der Basis und insbesondere das Verhältnis der Bürger zur politischen Klasse. Dabei wird nicht nur der Abgeordnete porträtiert, sondern indirekt auch den Bürgern ein kritischer Spiegel vorgehalten.“

„Der mit großer erzählerischer Souveränität gebaute Film beweist wie das bisherige Gesamtwerk Dresens, dass die Grenze zwischen Dokumentar- und Spielfilm fließend ist.“

„Wer einen wirklich großartigen Dokumentarfilm über deutsche Politik sehen will, muss sich das neue Werk von Andreas Dresen anschauen: ‚Herr Wichmann aus der dritten Reihe‘ […]. Andreas Dresen ist für den deutschen Film das, was Muhammad Ali für den Boxsport war.“

„Dresen ist mit seiner Kamera immer ganz nah an Wichmann und begleitet ihn stets respektvoll, ohne zu kommentieren. […] Dieser Film verrät mehr über Politik als jeder Politreport.“

„Die Dokumentation ‚Herr Wichmann aus der dritten Reihe‘ ist ein großartiger Film über die Mühen der Ebene. Am Ende versteht man, wie kompliziert Demokratie ist.“

„Regisseur Andreas Dresen folgt dem Politiker mit der Kamera auf Schritt und Tritt, ohne zu kommentieren oder Fragen zu stellen. Was das Ansteckmikrophon nicht registriert, bleibt außen vor. Die Arbeitsweise ähnelt der seiner Spielfilme, oft gewürdigt für ihren dokumentarischen Blick – seine Stilmittel, die bewegliche Handkamera und der Verzicht auf ein festgelegtes Skript, lassen den Akteuren/innen alle Freiräume. […] Diese Ambivalenz von Authentizität und Politikerrolle macht den Film zum hochinteressanten politischen Lehrstück.“

„Die Dokumentation ist […] ein Lehrstück über den Einfluss des Einzelnen auf die große Politik.“

## Auszeichnungen
Der Film erhielt beim Filmkunstfest Mecklenburg-Vorpommern 2012 in Schwerin den Publikumspreis im Dokumentarfilmwettbewerb. Von der Deutschen Film- und Medienbewertung (FBW) wurde er mit den Prädikat wertvoll ausgezeichnet.